# Henk Rothuizen
Henk Rothuizen (Ede, 1949) is een Nederlandse voorganger en schrijver van christelijke boeken. Hij is de oprichter en de eerste voorzitter van het kerkgenootschap Rafaël Nederland en twee Rafaël-gemeenschappen. Van 2000 tot 2015 was hij werkzaam bij de Evangelische Omroep als leidinggevende van de afdeling Geloven Digitaal / Nazorg.
Van huis uit was zijn vader gereformeerd, maar via de organisatie Stromen van Kracht kwam het gezin terecht in de pinksterbeweging, waar zijn vader later ook voorganger werd. Rothuizen zelf keerde in zijn jeugd het christelijk geloof de rug toe, maar keerde terug. Drie jaar na deze bekering verruilde Rothuizen in 1979 zijn baan als verkoopmanager bij de bouwwereld in voor een directietaak bij de evangelische uitgeverij Gideon, waar hij tot 1987 werkte.
Door zijn werk bij de uitgeverij kreeg hij intensieve contacten met Jeugd met een Opdracht, met name met Floyd McClung, een Amerikaans evangelist die destijds in Amsterdam woonde.
In samenwerking met hem startte Rothuizen in 1980 de gemeente Rafaël in Hoogblokland, vanuit een interkerkelijke bijbelstudiegroep, waar hij lid van was. Hieruit kwamen meerdere gemeenten voort. In 1989 sloten deze gemeenten zich onder de naam Rafaël Nederland aan bij het internationale kerkgenootschap International Church of the Foursquare Gospel. Rothuizen was tot 1997 voorzitter van Rafaël Nederland.
In 1998 verhuisde hij naar Rotterdam om Rafaëlgemeenschap The Church On The Way  te stichten. In 2013 droeg hij deze gemeente over en veranderde de gemeente van locatie en naam: De Rank. Sinds zijn pensioen in 2015 werkt hij als zzp’er in de christelijke wereld. Onder de naam In Het Begin ontplooit hij verschillende activiteiten, met als focus "het relationele evangelie".

## Persoonlijk
Rothuizen had samen met zijn vrouw een samengesteld gezin met zes kinderen. Zijn vrouw overleed in 2017 aan de gevolgen van darmkanker.

## Boeken
- Vader, wie ben ik? (Hoornaar: Gideon, 2008 [8e druk]; 1e druk: 1986)
- Geloof jij ook in Jezus om niet in de hel te komen (Hoornaar: Gideon, 1999)
- Een droom van een stad (Hoenderloo: Novapress 2003)
- Hier ben ik! (Hoornaar: Gideon, 2011)
- Exit, een andere kijk op het hiernamaals (Amsterdam: Ark Media, 2015)
- Gods Vaderhart (Amsterdam: Ark Media, 2016)
- Zelfs al ga ik.... - God ontmoeten in het lijden (Hoornaar: Gideon, 2017)
- Samen met Jakob van Wielink: De Achtste Dag - waar Jezus je leven raakt (Zwolle: Scholten, 2023)

- Nederlandse Thesaurus van Auteursnamen: 072230940
- Virtual International Authority File: 291874458